# 林朝子
林 朝子（はやし ともこ、1986年10月15日 - ）は、元東北放送のアナウンサー・心理カウンセラー。
福島県相馬市出身。仙台育英学園高等学校、上智大学外国語学部英語学科を経て2009年に東北放送に入社した。同期は大久保悠。

## 来歴・人物
身長152cm。3人兄弟で弟と妹がいる。
大学時代にアメリカ・オハイオ州のザビエル大学に留学しており、英語は得意である。ロジャー大葉のラジオな気分のパーソナリティーを担当していた際には「朝子のJust a moment」という簡単な英会話のコーナーを持っていた。
2018年4月ブログで結婚したことを発表した。2019年9月に長女出産。
2021年5月末をもって東北放送を退職。

## エピソード
- 尊敬しているアナウンサーとして、入社直後には大学の先輩でもあるTBCの名久井麻利を挙げている。最近では、東北放送の石川太郎やTBSの安住紳一郎などの名前も挙げている。
- 2010年のTBC夏祭りで声を嗄らしてしまい、翌日の「ロジャー大葉のラジオな気分」のパーソナリティを、放送途中で、藤沢智子に替わって貰ったことがある。また、入社1年目にも喉を痛めて1週間程度休養した。
- 仙台国際ハーフマラソンに2度出場し、2度とも完走している。
- 祖父母の家が福島県富岡町にあり、東日本大震災の福島第一原子力発電所事故により居住制限区域となった。その後、祖父母は、仙台に移住した。
- 2016年11月、アメリカ大統領選挙の際に旅行でニューヨークにおり、トランプ大統領誕生時のニューヨークの様子をラジオ「Goodモーニング」で電話レポートした。
- 2019年7月より産休に入った。
- 2021年5月、東北放送を退社。

## 過去の出演番組

### テレビ
- 女子アナ地元宣伝バトル！～今年の夏はどこに行こう？～(2009年7月20日)
- サンドウィッチマンの三度の飯(2009年12月30日)
- One Switch Cafe（2010年4月 - 2011年9月）
- サンドのぼんやり〜ぬTV(林朝子の自宅でロケ)
- THE NEWS TBC
- 1にスイッチ!（番宣番組）
- Nスタみやぎ(水～金曜キャスター2015年4月1日～2019年6月）
  - 2011年4月～2013年3月29日までは木・金曜を、2013年4月1日～2014年3月28日は月～水曜を、2014年3月31日～2015年3月27日は月～金曜を担当

### ラジオ
- TBCラジオ年越し特番「叫び!2009年の喜怒哀楽」(2009年12月31日)
- 日刊BUKATSU魂!!（2009年10月 - 2010年3月、火・水曜担当）
- Music☆Twinkle（2009年10月 - 2010年3月、大久保悠アナと隔週交代で出演）
- Happy Soup(木曜、2010年10月 - 2011年4月、火曜、2011年10月 - 2012年3月）
- ロジャー大葉のラジオな気分(2010年4月～2013年3月26日(パーソナリティー)、2013年4月4日～2014年3月27日(木曜日ラジオカー)、2015年3月31日～2019年3月(火曜日ラジオカー))
- TBCニュース
- en Voyageマチージョリポート